# فينيكونس
 فينيكونيس  لم تعرف إلا من خلال ذكرهم من قبل الجغرافيّ بطليموس ج. 150 م. الذي سجل أن مدينتهم كانت «أوريانا» كما أن فينيكونيس تعتبر إحد شعوب بريطانيا القديمة.
وقد تم تحديديها على أنها حصن روماني، يقع بجوار برشام وسميث باسم مونيفيث، على بعد ستة أميال شرق دندي.
لذلك، من المفترض أن يكونوا قد عاشوا بين تاي والمونث، جنوب أبردين. وقد اقترح أندرو بريز أن الاسم القبلي لفينيكونيس ربما كان يعني «كلاب الصيد».
.